# André Baugé
Pour les articles homonymes, voir Baugé (homonymie).
André Baugé est un chanteur baryton et acteur de cinéma français, né le 4 janvier 1893 à Toulouse (Haute-Garonne) et mort le 25 mai 1966 à Clichy (Hauts-de-Seine).

## Biographie
Tout d'abord artiste-peintre, il expose aux Salons de la Société des artistes français en 1911 ; mais comme sa mère, la cantatrice Anna Tariol-Baugé, il se dirige vers le chant, à Grenoble en 1912 sous le nom d'André Grillaud. Mobilisé, au 2e Régiment d'Infanterie Coloniale,  il est blessé à deux reprises et gazé, il a les poumons abîmés et donc des difficultés respiratoires ; cela ne l'empêche pas, convalescent, de se remettre à chanter. En 1917, il débute en tant que premier baryton à l'Opéra-Comique de Paris, dans le rôle de Frédéric de Lakmé.
Après-guerre, Il crée et  préside  l'association des artistes lyriques de théâtre, anciens combattants.
En 1920, il chante l'opérette au Trianon et au Châtelet.
Il serait très involontairement à l'origine du décès par le tétanos de Louis Cazette en 1922, blessé dans une représentation par un trident qu'il tenait.
En 1929, il écrit Vouvray, une opérette sur une musique de Rodolphe Hermann, qu'il joue  avec sa mère, au Trianon-Lyrique, 3 mai,.
Il est également l'auteur du livret de l'opéra-bouffe en trois actes et quatre tableaux Beaumarchais, sur une musique de Gioacchino Rossini arrangée et adaptée par Eugène Cools, créé au théâtre des Variétés à Marseille en 1931 (éditions Max Eschig).
André Baugé épouse la chanteuse Lucienne Dugard le 30 juillet 1929. Le couple divorce en 1937. Plus tard il épouse Suzanne Laydeker (1909-1980). Ils ont deux enfants : Alain et Anick.
André Baugé est aussi passionné de voile. Un de ses derniers bateaux, disparu pendant la Seconde Guerre mondiale, le « Alain » du nom de son jeune fils, est retrouvé en 2012 par l'archéologue sous-marin Jean-Pierre Joncheray.
Toute l'histoire de ce navire est racontée dans le livre du plongeur-écrivain Marc Langleur Le mystère du Alain.
Il est inhumé au cimetière de Montlivault (Loir-et-Cher).

## Théâtre
- 1959 : Les croulants se portent bien de Roger Ferdinand, mise en scène Robert Manuel, théâtre Michel

## Filmographie
- 1921 : La Fleur des Indes de Théo Bergerat
- 1930 : La route est belle[9] de Robert Florey : Tony Landrin
- 1930 : Petit officier... adieu ! de Géza von Bolváry
- 1930 : Un caprice de la Pompadour de Willi Wolf et Joë Hamman
- 1931 : La Ronde des heures d'Alexander Esway : André Frénoy
- 1931 : Le Petit Café de Ludwig Berger
- 1932 : Pour un sou d'amour de Jean Grémillon : Jacques Mainville
- 1933 : L'Ange gardien de Jean Choux
- 1933 : La Forge, court métrage de Jean de Size
- 1933 : Le Barbier de Séville d' Hubert Bourlon et Jean Kemm
- 1935 : La Fille de Mme Angot de Jean Bernard-Derosne
- 1935 : La Route heureuse de Georges Lacombe
- 1935 : Le Roman d'un jeune homme pauvre d'Abel Gance